# النقيل (الشعر)

تعديل مصدري - تعديل

النقيل محلة تابعة لقرية الضيعة، التابعة لعزلة القابل الاعلى بمديرية الشعر إحدى مديريات محافظة إب في الجمهورية اليمنية، بلغ تعداد سكانها 54 حسب تعداد اليمن لعام 2004.